# Gamhariya (Sarlahi)
Pour les articles homonymes, voir Gamhariya.
Gamhariya (en népalais : गम्हरीया) est un comité de développement villageois du Népal situé dans le district de Sarlahi. Au recensement de 2011, il comptait 7 359 habitants.